# Power Metal (album)
Power Metal è il quarto album in studio del gruppo musicale statunitense Pantera, pubblicato nel 1988. Si tratta del primo album del gruppo pubblicato con Phil Anselmo alla voce, che rimarrà nei Pantera sino al loro definitivo scioglimento nel 2003.

## Descrizione
Con questo disco, la band inizia a distaccarsi dall'hair metal degli esordi, aumentando la presenza di elementi speed metal nella propria musica, grazie anche all'arrivo del nuovo cantante. Il suono del nuovo album presenta perciò un notevole irrobustimento. Comunque l'immagine glam tipica dei primi tre album ancora non sparisce del tutto, come dimostrato dalla copertina dell'album e dall'ottava traccia, Hard Ride, dalle tipiche sonorità glam ottantiane. Il brano che chiude il disco, P*S*T*88 invece, presenta un'anticipazione, per quanto forse ancora embrionale, delle sonorità più pesanti che faranno da padrone nelle successive produzioni.
Il brano Proud to Be Loud venne scritto e prodotto dal chitarrista dei Keel Marc Ferrari, che aveva inoltre prodotto alcune demo della band agli esordi. Il brano sarebbe dovuto apparire nell'omonimo album Keel del 1987, ma infine non venne incluso. I Keel non registreranno una versione del brano fino al 1998, quando lo inserirono nella raccolta di inediti Keel VI : Back in Action. La versione del brano dei Pantera venne usato nel film Donnie Darko, venendo accreditato come Dead Green Mummies.

## Tracce
1. Rock the World - 3.32
2. Power Metal - 3.54
3. We'll Meet Again - 3.53
4. Over and Out - 5.06
5. Proud to Be Loud - 4.03
6. Down Below - 2.49
7. Death Trap - 4.07
8. Hard Ride - 4.12
9. Burnnn! - 3.33
10. P*S*T*88 - 2.50

Tracce bonus nella riedizione
1. Fucking Hostile (Biomechanical Mix)
2. By Demons Be Driven (Biomechanical Mix)
3. Walk (Cervical Dub Extended)
4. Walk (Cervical Edit)
5. Art of Shredding (Live Edit)

## Formazione
Gruppo
- Phil Anselmo - voce (eccetto in P*S*T*88)
- Diamond Darrell - chitarra, cori; voce in P*S*T*88
- Rex Rocker - basso, campane tubolari, cori
- Vinnie Paul - batteria, cori

Altri musicisti
- Marc Ferrari - chitarra ritmica in Proud to Be Loud, secondo assolo di chitarra in We'll Meet Again, cori
- The "Eld'n" – tastiera